# 張龍植
張龍植（韓語：장룡식，1954年6月8日—），朝鮮民主主義人民共和國政治人物、音樂家、作曲家及指揮家，官至朝鮮勞動黨中央宣傳鼓動部副部長、功勳國家合唱團團長兼首席指揮。

## 生平
張龍植出生於平安北道新義州市一個音樂家庭，其父母均為音樂家。1965年，即其11歲時考入平壤音樂大學（即平壤金元均音樂大學）學習鋼琴、敲擊樂器和作曲。接著，他在1977年於莫斯科音樂學院指揮系留學6年。回國後，出任萬壽臺藝術團等多個藝術團體的指揮家。2007年，獲最高領導人金正日讚揚，稱全國的創作人和藝術家也應該向張龍植學習。2010年，被起用為國立交響樂團首席指揮。至金正恩上台後，進一步得到器重。他先被錄用為功勳國家合唱團團長兼首席指揮。隨後於2015年獲陸軍中將軍銜，又在兩年後被提名為朝鮮勞動黨中央委員會候補委員。2019年，與玄松月一同升遷為朝鮮勞動黨中央宣傳鼓動部副部長，並且首度在最高人民會議選舉當選。

### 政治活動
張龍植多次於海外演出。2012年，他是國立交響樂團於美國演出的負責人。2018年2月，他以總團長的身份率領牡丹峰樂團、萬壽臺藝術團和功勳國家合唱團等多個藝術團體來到南韓首爾演出。翌年，他在金正恩訪問北京時演出，並成為第二次朝美首腦會談的隨行成員，但最終沒有演出。

## 資料來源
1. 1 2 3 4 5 6 7  . Heraldcorp. 2019-02-09  [2019-04-08]. （原始内容存档于2019-04-08） （韩语）.
2. 1 2 3  . 韓聯社. 2019-02-09  [2019-04-08]. （原始内容存档于2019-04-08） （韩语）.
3. ↑  . 韓聯社. 2019-02-01  [2019-04-08]. （原始内容存档于2019-04-08） （韩语）.
4. ↑  . 統一新聞. 2019-03-12  [2019-03-13]. （原始内容存档于2019-03-13） （韩语）.
5. ↑  . MK News. 2019-02-21  [2019-04-08]. （原始内容存档于2019-04-08） （韩语）.